# Caraïbes néerlandaises
Ne doit pas être confondu avec les Antilles néerlandaises, les Pays-Bas caribéens ou les territoires néerlandais d'outre-mer.

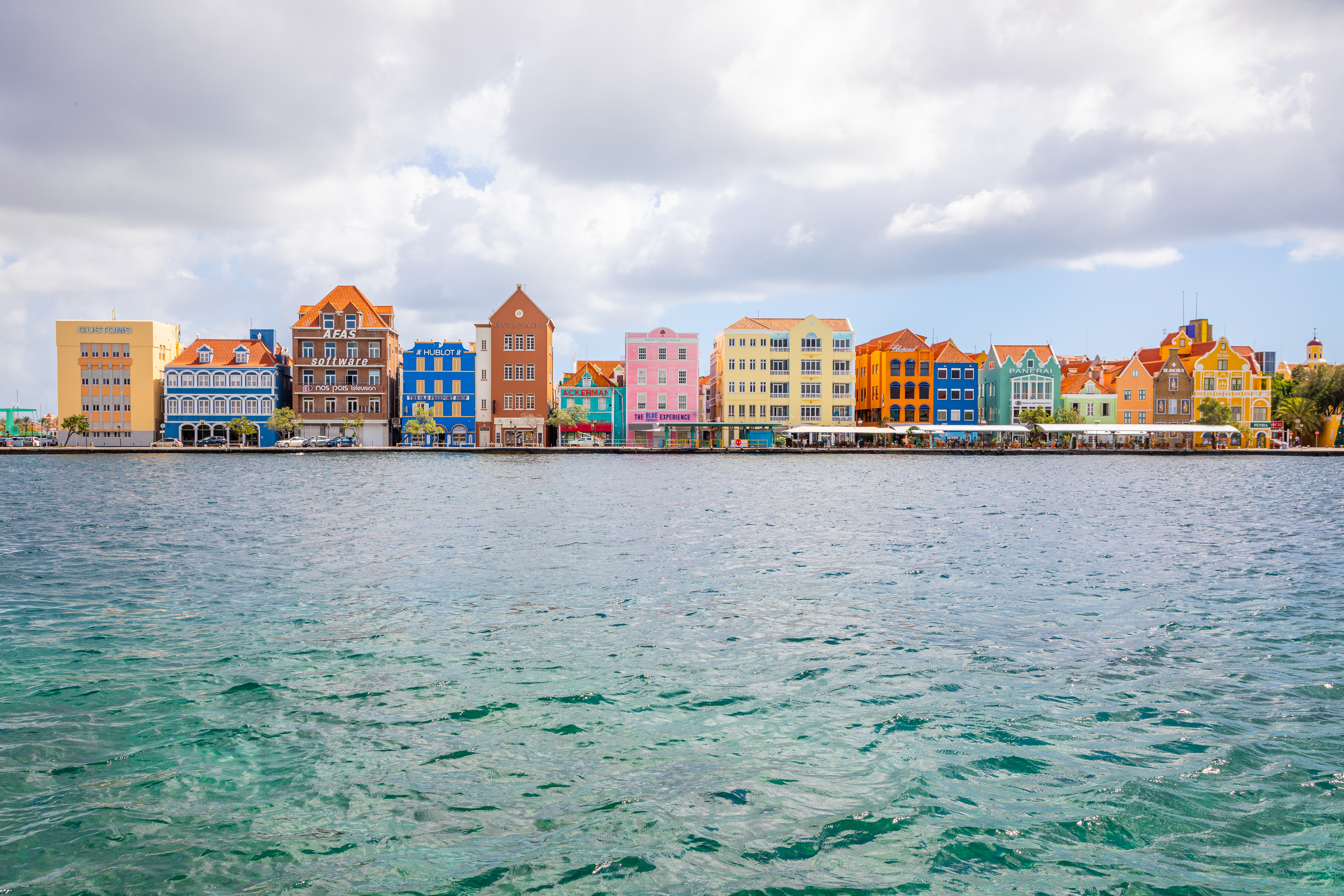
Silhouette du front de mer du quartier historique de Punda de la capitale Willemstad photographiée depuis un des autres quartiers du centre historique Otrobanda (2021).

L'expression Caraïbes néerlandaises (en anglais : Dutch Caribbean ou Dutch West Indies / DWI) fait référence, dans le monde anglophone, à l'espace géographique occupé par les territoires, colonies et pays actuels et anciens qui composaient l'empire néerlandais et le royaume des Pays-Bas qui sont situés dans les Petites Antilles en mer des Caraïbes.
Les territoires actuels couvrent les îles d'Aruba, Curaçao, Saint-Martin, Bonaire, Saint-Eustache et Saba.
Le terme est parfois utilisé improprement comme synonyme de Pays-Bas caribéens.